# Xã Wisner, Michigan
Xã Wisner (tiếng Anh: Wisner Township) là một xã thuộc quận Tuscola, tiểu bang Michigan, Hoa Kỳ. Năm 2010, dân số của xã này là 690 người.